# Pleotrichophorus quadritrichus
Pleotrichophorus quadritrichus är en insektsart som först beskrevs av Frank Hall Knowlton och C.F. Smith 1936.  Pleotrichophorus quadritrichus ingår i släktet Pleotrichophorus och familjen långrörsbladlöss.

## Underarter
Arten delas in i följande underarter:
- P. q. quadritrichus
- P. q. vulgaris
- P. q. pallidus